# نياجارا فولز (أونتاريو)
نياجارا فولز، أونتاريو (بالإنجليزية: Niagara Falls)‏ هي مدينة كندية تقع في مقاطعة أونتاريو، تبلغ مساحتها 209.5804 (كم²)، بلغَ نموها السكاني 4.3، مرتفعاً من 78815 نسمة في 2001 إلى 82184 نسمة في 2006، حيث احتلت المرتبة الستين بين مدن كندا من حيث عدد السكان.

## أعلام
- جون همفري نويز
- فرانك دانسيفيك
- روسيل تايبيرت
- جاكوب كولر
- جون كليمنت
- شيرلي كار
- ستيف أتكينسون
- ويليام جيوك
- فانيتي
- غوردون سينغلتون

## وصلات خارجية
- الأطلس الحكومي لكندا
- إحصاءات كندا مع ساعة تعداد السكان